# (6783) Гуляев
(6783) Гуляев (лат. Gulyaev) — типичный астероид главного пояса, открыт 24 сентября 1990 года советским астрономом Людмилой Черных в Крымской астрофизической обсерватории и 9 марта 2001 года назван в честь певца Юрия Гуляева.

## Обнаружение и именование
(6783) Гуляев
Открыт 24 сентября 1990 года в Крымской астрофизической обсерватории Л. И. Черных.
Юрий Александрович Гуляев (1930—1986) — блестящий русский певец, народный артист СССР, солист Киевского театра оперы и балета в 1960—1974 годах и солист Большого театра в Москве с 1975 года.
Оригинальный текст (англ.)6783 Gulyaev
Discovered 1990 Sept. 24 by L. I. Chernykh at the Crimean Astrophysical Observatory.
Yurij Aleksandrovich Gulyaev (1930—1986) was a brilliant Russian singer, Peopleʹs artist of the U.S.S.R., soloist of the Kiev Theatre of Opera and Ballet during 1960—1974 and soloist of the Bolshoj Theatre in Moscow from 1975.
Источники: 20010309/MPCPages.arc; M.P.C. 42356.

## Физические характеристики
Астероид относится к таксономическому классу C.
По результатам наблюдений в видимом и ближнем инфракрасном диапазоне космического телескопа NEOWISE диаметр астероида оценивался равным 6,278±0,138 км. Согласно тем же источникам альбедо оценивается как 0,3399±0,0294 и 0,340±0,029.